# Flower Shower
Flower Shower è un singolo della cantante sudcoreana Hyuna.
È il primo singolo pubblicato sotto l'etichetta P Nation che segna il suo ritorno dopo un anno di assenza dal panorama musicale dovuto al licenziamento dalla Cube Entertainment.
La canzone è stata registrata nel 2019.